# Žanna Bičevskaja
Žanna Vladimirovna Bičevskaja (in russo Жанна Владимировна Бичевская?; Mosca, 17 giugno 1944) è una cantautrice russa, già sovietica.

## Discografia

### Album in studio
- 1974 – Žanna Bičevskaja (Donskaja ballada)
- 1980 – Žanna Bičevskaja (Po dikim stepjam Zabajkal'ja)
- 1982 – Žanna Bičevskaja (Šumel kamyš)
- 1984 – Žanna Bičevskaja poёt pesni Bulata Okudžavy
- 1985 – Zhanna Bitshevskaja
- 1988 – Starye russkie narodnye derevenskie i gorodskie pesni i ballady
- 1988 – Žanna Bičevskaja (Sliškom korotok vek)
- 1989 – Žanna Bičevskaja (Porutčik Golicyn)
- 1993 – Žanna Bičevskaja poёt pesni Ieromonacha Romana
- 1994 – Gospoda oficery
- 1998 – Ljubo, bratcy, ljubo
- 1998 – Imeni tvoemu, Gospodi
- 1998 – Osen' muzykanta (con Gennadij Ponomarёv)
- 1998 – Russkaja golgofa
- 1999 – Car' Nikolaj
- 2000 – Veruju
- 2001 – My – Russkie
- 2002 – Čёrnyj voron
- 2003 – Bože, chrani svoich
- 2004 – К-141 (con Gennadij Ponomarёv)
- 2005 – Belaja noč'
- 2007 – Ja rasskažu tebe... Romansy
- 2008 – Gori, gori, moja zvezda
- 2010 – Zasucha
- 2014 – Ot proščanija do proščanija

### Album dal vivo
- 2021 – Koncert v Varšave (1979)

### Raccolte
- 1994–1996 – Starye russkie narodnye derevenskie i gorodskie pesni i ballady, I–IV
- 2004 – Zolotaja serija
- 2004 – MP3 kollekcija 1
- 2004 – MP3 kollekcija 2
- 2005 – MP3 kollekcija
- 2007 – Duchovnye pesni
- 2007 – Russkie narodnye pesni i romansy
- 2010 – Grand Collection
- 2012 – Izbrannoe
- 2017 – Zolotye chity, 1 & 2

## Onorificenze
- 1982 – Artista onorato della RSFSR
- 1983 – Premio Lenin Komsomol
- 1988 – Artista del popolo della RSFSR[1]
- 1989 – Premio Tenco[2]